# Joaquín Víctor González (Salta)
Joaquín V. González is een plaats in het Argentijnse bestuurlijke gebied Anta in de provincie  Salta. De plaats telt 19.185 inwoners.

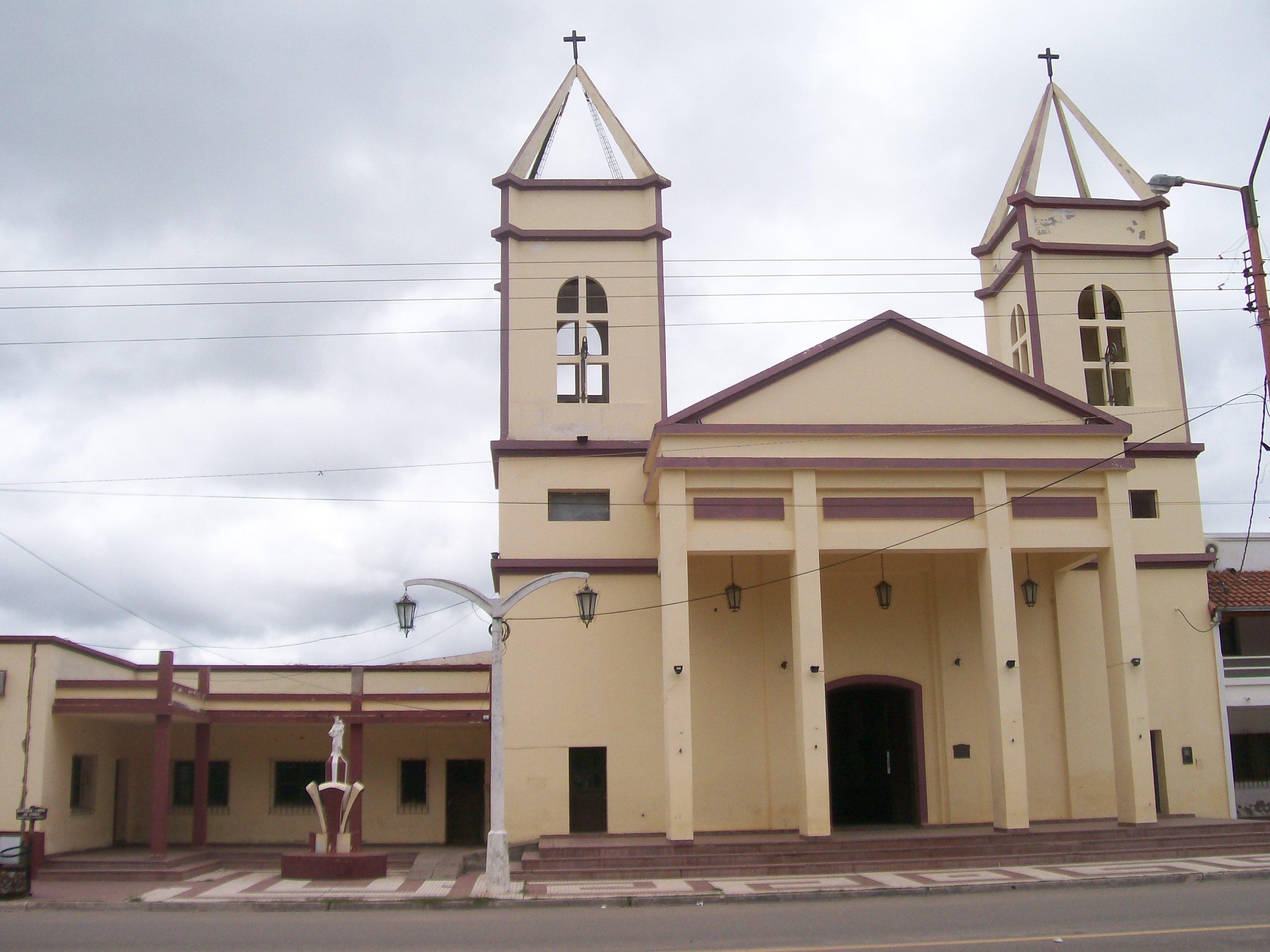
Katholieke kerk in Joaquín V. González